# Anton Burghardt (Soziologe)
Anton Burghardt (* 9. Mai 1910 in Wien; † 28. September 1980 ebenda) war ein österreichischer Wirtschaftssoziologe und katholischer Sozialreformer.

## Leben
Burghardt besuchte in Wien die Handelsakademie und studierte an der Hochschule für Welthandel in Wien, mit dem Abschluss als Diplomkaufmann 1935 und der Promotion 1937 (Dr. rer. merc.). Da er zur Zeit des Anschlusses von Österreich 1938 Vorsitzender der Katholisch-Deutschen Hochschülerschaft Österreichs (KDHÖ) war (außerdem hatte er in einer Rede kurz zuvor Dollfuß unterstützt und war Mitglied von dessen Vaterländischen Front), wurde er von den Nationalsozialisten in ihren damaligen vor allem gegen Juden gerichteten berüchtigten Machtdemonstrationen gezwungen, ein Kurt Schuschnigg unterstützendes Graffiti unter öffentlicher Demütigung mit ätzender Lauge vom Gehsteig zu entfernen. Er wurde aus der Montanverwaltung entlassen und 1941 in die Wehrmacht eingezogen. Nach dem Zweiten Weltkrieg wurde er Professor an der Höheren Bundeslehr- und Versuchsanstalt für Textilindustrie in Wien. 1953 gründete er mit Karl Kummer und August Maria Knoll den Verein für Sozial- und Wirtschaftspolitik und das zugehörige Institut für Sozialpolitik und Sozialreform (später Dr. Karl-Kummer-Institut). Ziel war eine katholische Sozialreform. 1959 wurde er an der Universität Graz in Sozialpolitik habilitiert. 1966 wurde ordentlicher Professor für Sozialpolitik und Betriebssoziologie an der Universität Graz und 1969 Professor für Allgemeine Wirtschaftssoziologie an der Hochschule für Welthandel in Wien.
1965/66 gab er die Wochenzeitung Die Furche heraus. Zeitweise war er Mitherausgeber der Zeitschrift Neues Forum. Ab 1971 gab er die Berichte des Instituts für Sozialpolitik und Sozialreform heraus.
1973 erhielt er den Kardinal-Innitzer-Preis (Großer Preis).

## Schriften (Auswahl)
- Eigentumsethik und Eigentumsrevisionismus. Vom Abfindungslohn zum Miteigentum, 1955
- Lehrbuch der Volkswirtschaftslehre, 2. Auflage 1963
- Lehrbuch der Allgemeinen Sozialpolitik. Bedingungen, Geschichte, Vollzug, Effekte, 1966
- Einführung in die Allgemeine Soziologie, 1972
- Lehrbuch der Betriebssoziologie, 1974
- Betriebs- und Arbeitssoziologie, 1978
- Kompendium der Sozialpolitik. Allgemeine Sozialpolitik, Lohnpolitik, Arbeitsmarktpolitik, Politik der Sozialversicherung, 1979